# خوب، بد، زشت (موسیقی متن)
| بررسی انتقادی | بررسی انتقادی |
| منبع          | رتبه‌بندی      |
| ------------- | ------------- |
| آل‌میوزیک      | [ ۱ ]         |
| بلندر         | [ ۲ ]         |
| SoundtrackNet | [ ۳ ]         |
| [ ۴ ]         | 5/5 ستاره     |

خوب، بد و زشت: موسیقی متن سینمایی اصلی اثر انیو موریکونه، در سال ۱۹۶۶ ساخته و برای اولین بار در فیلم خوب، بد، زشت، ساختهٔ سرجو لئونه استفاده شد. این فیلم یکی از برترین فیلم‌های تاریخ سینمای جهان نام گرفته که موسیقی متن آن در این عنوان، کم‌اثر نیست. آهنگ اصلی، بیشتر برای معرفی سه شخصیت اصلی فیلم استفاده می‌شود. هنگامی که هریک کار خاصی انجام می‌دهند یا در اول و آخر فیلم، که با اسم‌های «خوب»، «بد»، و «زشت» معرفی می‌شوند. آلبومی که در سال ۲۰۰۴ منتشر شد، شامل ده آهنگ از تمام نقاط فیلم بود.
این موسیقی متن، نوآورانه و دارای کیفیت و اهمیت تاریخی بالا است. به عنوان مثال، استفاده از صدای تفنگ و شلیک روی موسیقی که برای اولین بار انجام می‌شد. همچنین تم اصلی در طول فیلم، برای هر یک از سه شخصیت اصلی با ساز خاصی زده می‌شود. (خوب: با سازهای بادی مثل فلوت؛ بد: با سوت؛ زشت: با وکال و صداهای انسانی و حیوانی).

## فهرست قطعه‌ها
همهٔ قطعات توسط انیو موریکونه ساخته شده است.
| پخش ابتدایی | پخش ابتدایی                                   | پخش ابتدایی |
| شماره       | نام                                           | مدت         |
| ----------- | --------------------------------------------- | ----------- |
| ۱.          | «The Good, the Bad and the Ugly (عنوان اصلی)» | ۲:۳۸        |
| ۲.          | «The Sundown»                                 | ۱:۱۲        |
| ۳.          | «The Strong»                                  | ۲:۲۰        |
| ۴.          | «The Desert»                                  | ۵:۱۱        |
| ۵.          | «The Carriage of the Spirits»                 | ۲:۰۶        |
| ۶.          | «Marcia»                                      | ۲:۴۹        |
| ۷.          | «The Story of a Soldier»                      | ۳:۵۰        |
| ۸.          | «Marcia Without Hope»                         | ۱:۴۰        |
| ۹.          | «The Death of a Soldier»                      | ۳:۰۵        |
| ۱۰.         | «The Ecstasy of Gold»                         | ۳:۲۲        |
| ۱۱.         | «The Trio (main title)»                       | ۵:۰۰        |
| مجموع مدت:  | مجموع مدت:                                    | ۳۳:۱۳       |